# 招宝山

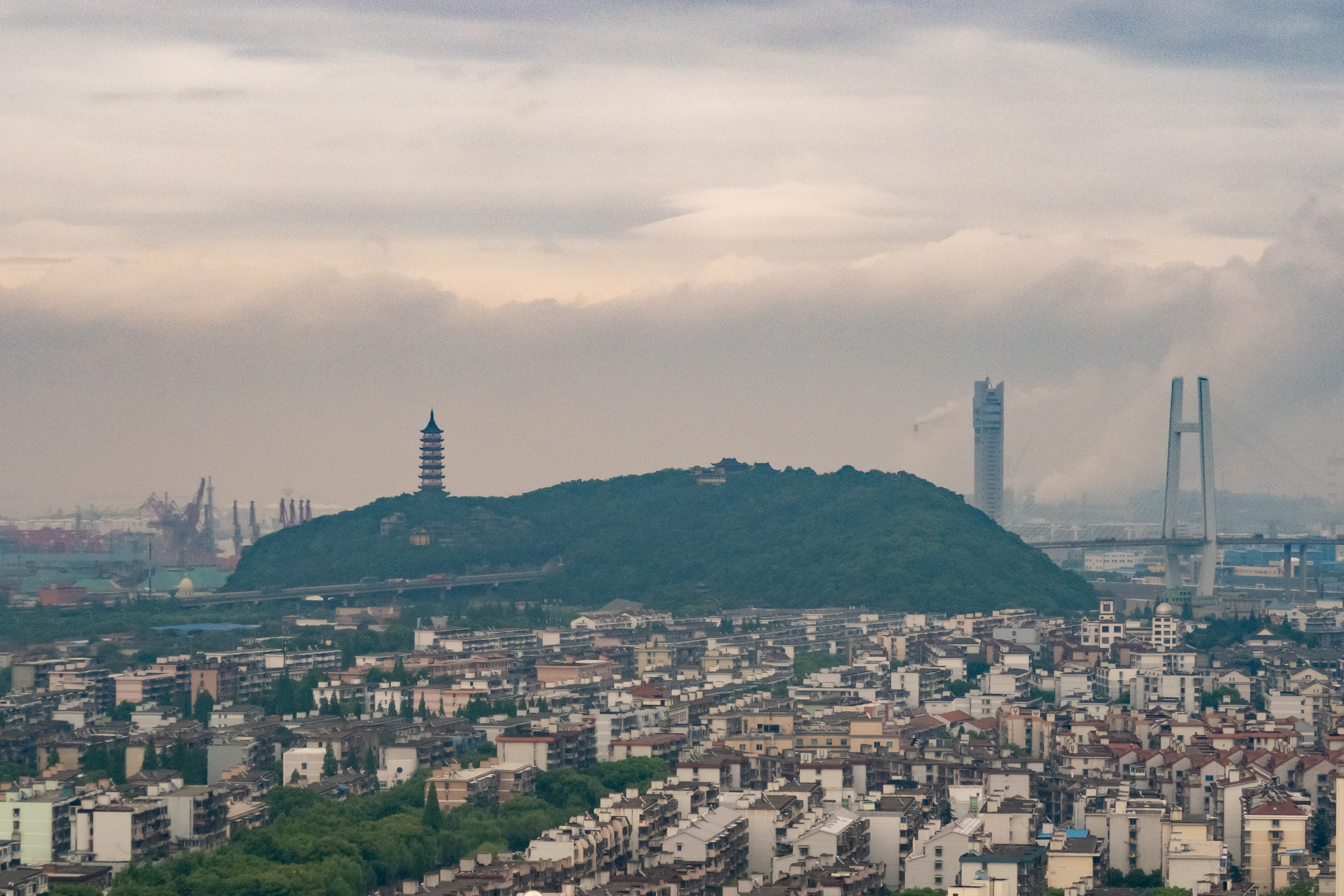
招宝山

招宝山古称候涛山，又名鳌柱山，是中国浙江省宁波市镇海区山峰和旅游景点。招宝山位于甬江口，属于天台山余脉。山名来源于地理位置“当海口，商舶所经，百珍交集”，“招财进宝”。招宝山与对岸金鸡山扼住甬江口，成为“全浙江之关键”的水陆要冲，为兵家必争之地。山上及其周围地区完整保留了明代至近代抗倭、抗英、抗法、抗日的历史遗迹。目前，招宝山为中国国家4A级旅游景区，海防遗迹为全国重点文物保护单位。

## 外部連結
[在维基数据编辑]
 《欽定古今圖書集成·方輿彙編·山川典·招寶山部》，出自陈梦雷《古今圖書集成》